# Atletica leggera alla XIX Universiade
Le gare di atletica leggera della XIX Universiade si sono disputate dal 26 al 31 agosto 1997 allo Stadio Cibali di Catania, in Italia.

## Podi
I nomi degli atleti sono riportati seguendo la dicitura indicata nell'albo ufficiale delle Universiadi: 

### Uomini
| Specialità | Oro                                                                    | Risultato | Argento                                                              | Risultato | Bronzo                                                           | Risultato |
| --- | ---------------------------------------------------------------------- | --------- | -------------------------------------------------------------------- | --------- | ---------------------------------------------------------------- | --------- |
| 100 m piani (dettagli) | Vincent Henderson                                                      | 10"22     | Aleksandr Porkhomovski                                               | 10"39     | Jonathan Carter                                                  | 10"42     |
| 200 m piani (dettagli) | Gentry Bradley                                                         | 20"48     | Anthony Wheeler                                                      | 20"64     | Anninos Marcoullides                                             | 20"72     |
| 400 m piani (dettagli) | Clement Chukwu                                                         | 44"81     | Jerome Davis                                                         | 45"30     | Lenual Laird                                                     | 45"54     |
| 800 m piani (dettagli) | Norberto Téllez                                                        | 1'47"63   | Hezekiél Sepeng                                                      | 1'47"77   | Bryan Woodward                                                   | 1'48"43   |
| 1500 m piani (dettagli) | Anthony Whiteman                                                       | 3'43"57   | Carlos García                                                        | 3'43"97   | António Silva Travassos                                          | 3'44"14   |
| 5000 m piani (dettagli) | Simone Zanon                                                           | 13'57"54  | Thorsten Naumann                                                     | 13'58"35  | Daniel Browne                                                    | 14'00"94  |
| 10000 m piani (dettagli) | Kamiel Maase                                                           | 28'22"11  | Daniel Browne                                                        | 28'27"64  | Rachid Berradi                                                   | 28'30"05  |
| 110 m ostacoli (dettagli) | Andrei A. Kislykh                                                      | 13"44     | Jonathan Nsenga                                                      | 13"51     | Dudley Dorival                                                   | 13"53     |
| 400 m ostacoli (dettagli) | Uewellyn Herbert                                                       | 48"99     | Ruslan Machtchenko                                                   | 49"36     | Mubarak Faraj                                                    | 49"48     |
| 3000 m siepi (dettagli) | Mark Ostendarp                                                         | 8'25"83   | Marcel Laros                                                         | 8'27"91   | Michael Buchleitner                                              | 8'28"92   |
| Staffetta 4×100 m (dettagli) | Stati Uniti Vincent Henderson Bryan Howard Jonathan Carter Tony McCall | 38"48     | Cuba Anier García Misael Ortiz Iván García Luis Alberto Pérez Rionda | 38"52     | Regno Unito Dan Money Jamie Henthorn Ross Baillie Douglas Walker | 39"23     |
| Staffetta 4×400 m (dettagli) | Stati Uniti Octavius Terry Tony Wheeler Jerome Davis Bryan Woodward    | 3'02"53   | Giamaica Ian Weakley Linval Laird Garth Robinson Dennis Blake        | 3'02"68   | Regno Unito Richard Knowles Sean Baldock Mark Sesay Jared Deacon | 3'02"74   |
| Mezza maratona (dettagli) | Marílson G. dos Santos                                                 | 1h03'32"  | Stephen Mayaka                                                       | 1h03'51"  | Solomon Wachira                                                  | 1h04'05"  |
| Marcia 20 km (dettagli) | Ilia Markov                                                            | 1h25'36"  | Alejandro López                                                      | 1h26'00"  | Arturo Di Mezza                                                  | 1h26'12"  |
| Salto in alto (dettagli) | Jin-Taek Lee                                                           | 2,32 m    | Charles Lefrançois                                                   | 2,32 m    | Didier Detchénique                                               | 2,28 m    |
| Salto con l'asta (dettagli) | Khalid Lachheb                                                         | 5,70 m    | Chadwick Harting                                                     | 5,60 m    | Werner Holl                                                      | 5,55 m    |
| Salto in lungo (dettagli) | Iván L. Pedroso                                                        | 8,40 m    | James Beckford                                                       | 8,35 m    | Gregor Cankar                                                    | 8,11 m    |
| Salto triplo (dettagli) | Yoelbi L. Quesada                                                      | 17,35 m   | Allecer Urrutia                                                      | 17,11 m   | Robert Howard                                                    | 17,08 m   |
| Getto del peso (dettagli) | Iouri Belonog                                                          | 20,34 m   | Paolo Dal Soglio                                                     | 20,01 m   | Brian Miller                                                     | 19,72 m   |
| Lancio del disco (dettagli) | Vladimir Doubrovchtchik                                                | 66,40 m   | Andrew Bloom                                                         | 63,12 m   | Doug Reynolds                                                    | 62,76 m   |
| Lancio del martello (dettagli) | Balázs Kiss                                                            | 79,42 m   | Vadim Kolesnik                                                       | 77,16 m   | Ilia Konovalov                                                   | 76,16 m   |
| Lancio del giavellotto (dettagli) | Marius Corbett                                                         | 86,50 m   | Emeterio González                                                    | 83,48 m   | Gregor Hoegler                                                   | 81,12 m   |
| Decathlon (dettagli) | Roman Šebrle                                                           | 8380 p.   | Kamil Damašek                                                        | 8072 p.   | Marcel Dost                                                      | 7899 p.   |
| record mondiale; record mondiale stagionale; record africano; record asiatico; record europeo; record nord-centroamericano e caraibico; record sudamericano; record oceaniano; record delle Universiadi; record nazionale; record personale; record personale stagionale. |                                                                        |           |                                                                      |           |                                                                  |           |

### Donne
| Specialità | Oro                                                                               | Risultato | Argento                                                                    | Risultato | Bronzo                                                                       | Risultato |
| --- | --------------------------------------------------------------------------------- | --------- | -------------------------------------------------------------------------- | --------- | ---------------------------------------------------------------------------- | --------- |
| 100 m piani (dettagli) | Ekaterini Thanou                                                                  | 11"20     | Anjela Kravchenko                                                          | 11"34     | Katia Benth                                                                  | 11"35     |
| 200 m piani (dettagli) | Ekatarina Lechtcheva                                                              | 23"18     | Katia Benth                                                                | 23"31     | Monika Gachevska                                                             | 23"60     |
| 400 m piani (dettagli) | Allison Curbishley                                                                | 50"84     | Olga Kotliarova                                                            | 51"35     | Idalmis Bonne                                                                | 51"72     |
| 800 m piani (dettagli) | Irina Nedelenko                                                                   | 2'00"21   | Elena Martson                                                              | 2'00"84   | Maria Sinoussova                                                             | 2'01"38   |
| 1500 m piani (dettagli) | Gabriela Szabó                                                                    | 4'10"31   | Carla C. Sacramento                                                        | 4'10"40   | Lidia Chojecka                                                               | 4'12"38   |
| 5000 m piani (dettagli) | Nnenna Lynch                                                                      | 15'47"61  | Lori Durward                                                               | 15'48"68  | Sarah Howell                                                                 | 15'49"96  |
| 10000 m piani (dettagli) | Deena Drossin                                                                     | 33'45"31  | Lucilla Andreucci                                                          | 33'54"22  | Miwako Yamanaka                                                              | 34'10"28  |
| 100 m ostacoli (dettagli) | Angela Atede                                                                      | 13"16     | Yun Feng                                                                   | 13"19     | Svetlana Laukhova                                                            | 13"22     |
| 400 m ostacoli (dettagli) | Tetyana Terechtchouk                                                              | 54"91     | Ekaterina Bakhvalova                                                       | 55"91     | Daimí Pernía                                                                 | 56"13     |
| Staffetta 4×100 m (dettagli) | Stati Uniti Juan Ball Melinda Sergent Shani Anderson Passion Richardson           | 44"04     | Russia Yekaterina Leshcheva Irina Korotya Olga Povtoryova Natalya Ignatova | 44"37     | Canada Sonia Paquette Tara Perry LaDonna Antoine Karen Clarke                | 44"59     |
| Staffetta 4×400 m (dettagli) | Russia Natalya Sharova Svetlana Goncharenko Yekaterina Bakhvalova Olga Kotlyarova | 3'27"93   | Cuba Nancy McLeón Julia Duporty Daimí Pernía Idalmis Bonne                 | 3'29"00   | Regno Unito Vicki Jamison Michelle Pierre Michelle Thomas Allison Curbishley | 3'30"57   |
| Mezza maratona (dettagli) | Mari Sotani                                                                       | 1h11'49"  | Agata Balsamo                                                              | 1h13'06"  | Miyuki Tokura                                                                | 1h13'20"  |
| Marcia 10 km (dettagli) | Larissa Ramazanova                                                                | 44'01"    | Rossella Giordano                                                          | 44'31"    | Annarita Sidoti                                                              | 44'38"    |
| Salto in alto (dettagli) | Amy Acuff                                                                         | 1,98 m    | Monica Iagar                                                               | 1,96 m    | Marie Collonvillé                                                            | 1,94 m    |
| Salto con l'asta (dettagli) | Emma George                                                                       | 4,40 m    | Weyan Cai                                                                  | 4,30 m    | Doris Auer                                                                   | 4,10 m    |
| Salto in lungo (dettagli) | Elena Shekhovtsova                                                                | 6,78 m    | Victoria Verchinina                                                        | 6,44 m    | Cristina Nicolau                                                             | 6,40 m    |
| Salto triplo (dettagli) | Olena Govorova                                                                    | 14,23 m   | Olga L. Cepero                                                             | 14,12 m   | Zhanna Gureeva                                                               | 13,93 m   |
| Getto del peso (dettagli) | Irina Korjanenko                                                                  | 19,39 m   | Corrie de Bruin                                                            | 18,65 m   | Tressa Thompson                                                              | 18,26 m   |
| Lancio del disco (dettagli) | Natalia Sadova                                                                    | 67,02 m   | Honglian Hu                                                                | 61,00 m   | Nicoletta Grasu                                                              | 60,08 m   |
| Lancio del martello (dettagli) | Michaela Melite                                                                   | 69,84 m   | Olga Kouzenkova                                                            | 65,96 m   | Deborah Sosimenko                                                            | 65,02 m   |
| Lancio del giavellotto (dettagli) | Isel López                                                                        | 64,30 m   | Sonia Bisset                                                               | 63,46 m   | Karen Forkel                                                                 | 60,70 m   |
| Eptathlon (dettagli) | Mona Steigauf                                                                     | 6546 p.   | Irina Vostrikova                                                           | 6175 p.   | Marie Collonvillé                                                            | 6143 p.   |
| record mondiale; record mondiale stagionale; record africano; record asiatico; record europeo; record nord-centroamericano e caraibico; record sudamericano; record oceaniano; record delle Universiadi; record nazionale; record personale; record personale stagionale. |                                                                                   |           |                                                                            |           |                                                                              |           |

## Medagliere
| Pos.   | Paese         |    |    |    | Totale |
| ------ | ------------- | -- | -- | -- | ------ |
| 1      | Stati Uniti   | 8  | 5  | 9  | 22     |
| 2      | Russia        | 6  | 8  | 2  | 16     |
| 3      | Ucraina       | 5  | 3  | 0  | 8      |
| 4      | Cuba          | 4  | 6  | 2  | 12     |
| 5      | Romania       | 2  | 1  | 2  | 5      |
| 6      | Sudafrica     | 2  | 1  | 0  | 3      |
| 7      | Regno Unito   | 2  | 0  | 3  | 5      |
| 8      | Bielorussia   | 2  | 0  | 1  | 3      |
| 9      | Nigeria       | 2  | 0  | 0  | 2      |
| 10     | Italia        | 1  | 4  | 3  | 8      |
| 11     | Paesi Bassi   | 1  | 2  | 1  | 4      |
| 12     | Francia       | 1  | 1  | 4  | 6      |
| 13     | Germania      | 1  | 1  | 2  | 4      |
| 14     | Rep. Ceca     | 1  | 1  | 0  | 2      |
| 15     | Giappone      | 1  | 0  | 2  | 3      |
| 16     | Australia     | 1  | 0  | 1  | 2      |
| 17     | Brasile       | 1  | 0  | 0  | 1      |
| 17     | Corea del Sud | 1  | 0  | 0  | 1      |
| 17     | Finlandia     | 1  | 0  | 0  | 1      |
| 17     | Grecia        | 1  | 0  | 0  | 1      |
| 17     | Ungheria      | 1  | 0  | 0  | 1      |
| 22     | Cina          | 0  | 3  | 0  | 3      |
| 23     | Canada        | 0  | 2  | 2  | 4      |
| 24     | Giamaica      | 0  | 2  | 1  | 3      |
| 25     | Kenya         | 0  | 1  | 1  | 2      |
| 25     | Portogallo    | 0  | 1  | 1  | 2      |
| 27     | Belgio        | 0  | 1  | 0  | 1      |
| 27     | Messico       | 0  | 1  | 0  | 1      |
| 27     | Spagna        | 0  | 1  | 0  | 1      |
| 30     | Austria       | 0  | 0  | 3  | 3      |
| 31     | Bulgaria      | 0  | 0  | 1  | 1      |
| 31     | Cipro         | 0  | 0  | 1  | 1      |
| 31     | Polonia       | 0  | 0  | 1  | 1      |
| 31     | Qatar         | 0  | 0  | 1  | 1      |
| 31     | Slovenia      | 0  | 0  | 1  | 1      |
| Totale | Totale        | 45 | 45 | 45 | 135    |